# Louis Petit
Marie Martin Eugène Louis Petit (Auvelais, 30 december 1862 - 13 januari 1914) was een Belgisch volksvertegenwoordiger en burgemeester.

## Levensloop
Louis Petit was een van de twaalf kinderen van Charles Louis Petit (1818-1899) en van Adélaïde Bouché (1836-1900). Hij was een oudere broer van Charles Petit. Hij trouwde met Marie-Caroline Delcorde (1864-1946) en ze kregen vier kinderen.
Hij promoveerde tot doctor in de rechten (1886) aan de Katholieke Universiteit Leuven en vestigde zich als advocaat eerst in Upigny, vervolgens in Auvelais.
Van 1895 tot 1904 was hij gemeenteraadslid in Upigny. Vanaf 1904 was hij gemeenteraadslid en burgemeester van Auvelais, wat hij bleef tot in 1912.
In 1900 werd hij verkozen tot katholiek volksvertegenwoordiger voor het arrondissement Namen en vervulde dit mandaat tot aan zijn dood.